# Louisa Gouliamaki
Louisa Gouliamaki (* 1968, Gdyně) je polská fotografka.

## Životopis
Narodila se v roce 1968 v Gdyni. Její matka byla Polka a její otec byl Řek. Vystudovala fotografii v Aténách na Fakultě výtvarných umění a designu na Technologickém institutu. Jako fotografka pracuje od roku 1992 a v roce 1996 našla zaměstnání jako fotoreportérka Evropské agentury Pressphoto v Aténách. V letech 1997-2000 fotografovala balkánskou krizi a válku v Kosovu. Od roku 2005 spolupracuje s Agence France-Presse.

## Ceny a výstavy
Byla laureátkou těchto soutěží:
- Pictures of the Year International (2012)
- CHIPP (2012)
- Ceny Seema
- HPA Čína

Vystavovala mimo jiné na VISA pour L'image (Perpignan), Athens Photo Festival, Lithuanian Press Photo a Tashkentailach.